# Enrico Viarisio
Enrico Viarisio, né à Turin le 3 décembre 1897 et mort à Rome le 1er novembre 1967, est un acteur de cinéma et de cabaret italien.

## Biographie
Enrico Viarisio est découvert par l'actrice et chef de troupe Paola Pezzaglia, qui lui offre de un rôle d'acteur comique (« brillante » en italien) dans sa troupe en 1916. Il fait ses débuts de manière aventureuse : comme l'acteur principal était absent à la réunion de la troupe, toutes les parties d'homme importantes lui échoient. Il se spécialise ensuite dans le genre léger et dans les revues.
À partir des années 1930, il travaille aussi pour le cinéma, s'affirmant comme un des acteurs comiques les plus célèbres du cinéma sonore, même s'il est souvent relégué dans des rôles de comparse.
Personnalité élégante et subtile, reconnaissable à ses cheveux pommadés et à ses moustaches soignées, il interprète souvent des personnages de nobles déchus ou de viveurs importuns et agaçants, mais toujours fondamentalement honnêtes. Étant donné la forte ressemblance, il est souvent confondu avec son collègue Giuseppe Porelli.
Dans les années 1950, tout en continuant sa carrière au théâtre de revue où il côtoie Wanda Osiris, Olga Villi ou Isa Barzizza, il joue dans des dizaines de films de genre, même s'il apparaît dans du cinéma d'auteur comme dans Les Vitelloni de Federico Fellini en 1953, où il interprète le père de Moraldo.
Ensuite, il participe à de nombreux musicarelli (films musicaux) aux côtés de chanteurs qui deviendront célèbres, comme Mina, Bobby Solo, Gianni Morandi et Rita Pavone, mais ses apparitions les plus célèbres sont dans les spots publicitaires tournés pour l'agence Alemagna avec Lia Zoppelli et Alberto Lionello, diffusés pendant de nombreuses années dans l'émission Carosello.

## Filmographie

### Sur la chaîne de télévision RAI

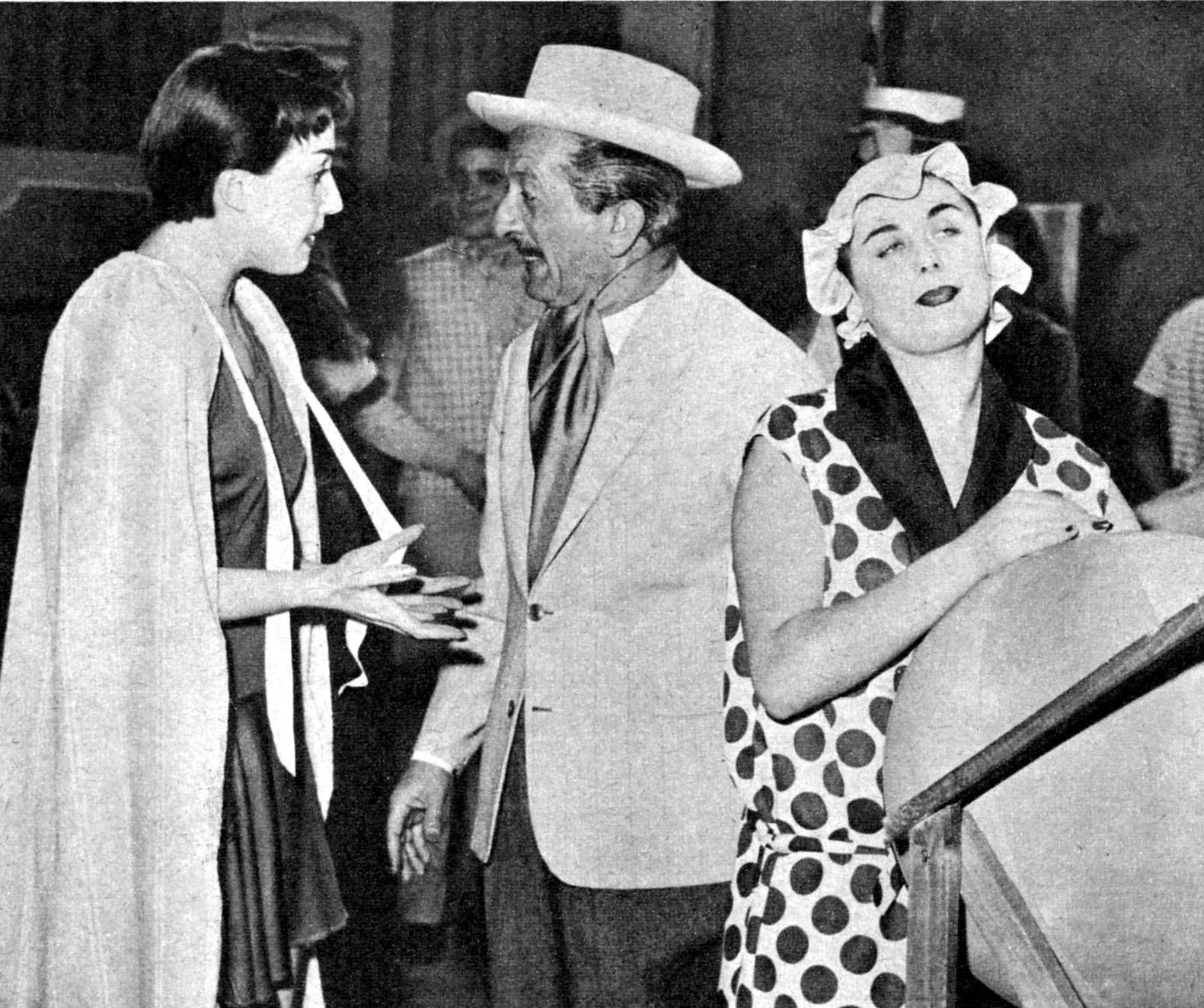
Franca Tamantini, Enrico Viarisio et Sandra Mondaini dans No, no, Nanette

- 1954 : Partita a quattro, de Nicola Manzari, réalisation de Silverio Blasi
- 1955 : No, No, Nanette, adaptation de la comédie musicale éponyme de Frank Mandel, Otto Harbach et Irving Cesar, musique de Vincent Youmans, réalisation de Vito Molinari
- 1958 : Valentina , de Marcello Marchesi et Vittorio Metz, réalisation de Vito Molinari
- 1959 : Il Mattatore, réalisation de Daniele D'Anza

### Au cinéma
- 1933 : La ragazza dal livido azzurro, d'Emmerich Wojtek Emo
- 1933 : L'impiegata di papà, d'Alessandro Blasetti
- 1934 : Temps maximum (Tempo massimo), de Mario Mattoli
- 1934 : La provincialina, de Ferruccio Biancini
- 1934 : Paprika (it), de Carl Boese
- 1934 : Le Tricorne (Il cappello a tre punte), de Mario Camerini
- 1934 : Kiki, de Raffaello Matarazzo
- 1935 : La Marche nuptiale de Mario Bonnard
- 1935 : Milizia territoriale (it), de Mario Bonnard
- 1935 : Amo te sola, de Mario Mattoli
- 1936 : L'uomo che sorride, de Mario Mattoli
- 1936 : 30 secondi d'amore, de Mario Bonnard
- 1936 : Sette giorni all'altro mondo, de Mario Mattoli
- 1936 : Non ti conosco più (it), de Nunzio Malasomma
- 1936 : Cavalleria, de Goffredo Alessandrini
- 1936 : Amazzoni bianche, de Gennaro Righelli
- 1936 : Musica in piazza, de Mario Mattoli
- 1937 : Gli uomini non sono ingrati (it), de Guido Brignone
- 1937 : Gli ultimi giorni di Pompeo, de Mario Mattoli
- 1937 : Questi ragazzi, de Mario Mattoli
- 1937 : Ho perduto mio marito, de Enrico Guazzoni
- 1937 : I fratelli Castiglioni, de Corrado D'Errico
- 1937 : I due misantropi (it), d'Amleto Palermi
- 1938 : Duetto vagabondo, de Guglielmo Giannini
- 1938 : Il destino in tasca (it), de Gennaro Righelli
- 1938 : Amicizia (it), d'Oreste Biancoli
- 1938 : La dama bianca, de Mario Mattoli
- 1938 : Ai vostri ordini, signora..., de Mario Mattoli
- 1939 : Bionda sottochiave (it), de Camillo Mastrocinque
- 1939 : Due milioni per un sorriso (it), de Carlo Borghesio
- 1939 : L'amore si fa così (it), de Carlo Ludovico Bragaglia
- 1939 : L'eredità in corsa (it), d'Oreste Biancoli
- 1940 : Il capitano degli ussari de Sándor Szlatinay
- 1941 : Le sorprese del vagone letto (it), de Gian Paolo Rosmino
- 1942 : Non mi sposo più, de Giuseppe Amato
- 1942 : Finalmente soli, de Giacomo Gentilomo
- 1942 : La maschera e il volto (it), de Camillo Mastrocinque
- 1942 : Quatre Pas dans les nuages (Quattro passi tra le nuvole) d'Alessandro Blasetti
- 1943 : L'avventura di Annabella, de Leo Menardi
- 1943 : Harlem, de Carmine Gallone
- 1943 : Tristi amori (it), de Carmine Gallone
- 1943 : Gli assi della risata, de Guido Brignone et Roberto Bianchi Montero
- 1943 : Ti conosco, mascherina!, d'Eduardo De Filippo
- 1944 : Circo equestre Za-bum, de Mario Mattoli
- 1945 : L'ippocampo, de Gian Paolo Rosmino
- 1946 : Uno tra la folla, d'Ennio Cerlesi
- 1949 : Signorinella, de Mario Mattoli
- 1949 : Ti ritroverò (it), de Giacomo Gentilomo
- 1950 : È arrivato il cavaliere, de Steno
- 1950 : Je suis de la revue (Botta e risposta), de Mario Soldati : le prestidigitateur
- 1950 : Sa Majesté monsieur Dupont (Prima comunione), d'Alessandro Blasetti
- 1950 : Fra Diavolo (Donne i briganti) de Mario Soldati : Cardinal Ruffo
- 1950 : La bisarca (it), de Giorgio Simonelli
- 1951 : Il microfono è vostro (it), de Giuseppe Bennati
- 1951 : Cameriera bella presenza offresi..., de Giorgio Pàstina
- 1951 : Quelles drôles de nuits (Era lui... sì! sì!) de Marino Girolami, Marcello Marchesi et Vittorio Metz
- 1952 : Noi due soli (it), de Marino Girolami
- 1952 : La leggenda del Piave, de Riccardo Freda
- 1952 : Bellezze in motoscooter (it), de Carlo Campogalliani
- 1953 : Les Amants de Villa Borghese (Villa Borghese), de Gianni Franciolini
- 1953 : Siamo tutti inquilini, de Mario Mattoli
- 1953 : Il più comico spettacolo del mondo, de Mario Mattoli
- 1953 : Pellegrini d'amore, d'Andrea Forzano
- 1953 : Martin Toccaferro (it), de Leonardo De Mitri
- 1953 : Lasciateci in pace (it), de Marino Girolami
- 1953 : Les Héros du dimanche (Gli eroi della domenica), de Mario Camerini
- 1953 : 10 canzoni d'amore da salvare, de Flavio Calzavara
- 1953 : Canzoni, canzoni, canzoni, de Domenico Paolella
- 1953 : Station Terminus (Stazione Termini), de Vittorio De Sica
- 1953 : Les Vitelloni (I vitelloni), de Federico Fellini
- 1954 : La tua donna, de Giovanni Paolucci (it)
- 1954 : Affaires de fou (Cose da pazzi), de Georg Wilhelm Pabst
- 1954 : Milanesi a Napoli (it), d'Enzo Di Gianni
- 1954 : Le Carrousel fantastique (Carosello napoletano), d'Ettore Giannini
- 1954 : Quelques pas dans la vie (Tempi nostri), d'Alessandro Blasetti
- 1955 : Les Cinq dernières minutes (Gli Ultimi cinque minuti) de Giuseppe Amato
- 1955 : Destinazione Piovarolo, de Domenico Paolella
- 1956 : Moglie e buoi (it), de Leonardo De Mitri
- 1957 : La ragazza del Palio, de Luigi Zampa
- 1957 : Buongiorno primo amore! (it), de Marino Girolami
- 1958 : Le bellissime gambe di Sabrina (it), de Camillo Mastrocinque
- 1958 : Un amore senza fine (it), de Mario Terribile
- 1959 : Gli scontenti (it), de Giuseppe Lipartiti
- 1960 : I Teddy boys della canzone, de Domenico Paolella
- 1961 : Mina... fuori la guardia (it), d'Armando William Tamburella (it)
- 1961 : Le magnifiche 7 (it), de Marino Girolami
- 1961 : La signorina miliardo (Freddy und der Millionär), de Paul May
- 1961 : Pesci d'oro e bikini d'argento, de Carlo Veo
- 1962 : Lo smemorato di Collegno, de Sergio Corbucci
- 1962 : Le Jour le plus court (Il giorno più corto), de Sergio Corbucci
- 1964 : Napoleone a Firenze, de Piero Pierotti
- 1964 : In ginocchio da te, d'Ettore Maria Fizzarotti
- 1965 : Se non avessi più te, d'Ettore Maria Fizzarotti
- 1965 : Non son degno di te, d'Ettore Maria Fizzarotti
- 1965 : Meurtre à l'italienne (Io uccido, tu uccidi), de Gianni Puccini
- 1966 : Perdono, d'Ettore Maria Fizzarotti
- 1966 : Mi vedrai tornare, d'Ettore Maria Fizzarotti
- 1967 : Stasera mi butto (it), d'Ettore Maria Fizzarotti
- 1967 : Non stuzzicate la zanzara, de Lina Wertmuller

### Crédits de traduction
- (it) Cet article est partiellement ou en totalité issu de l’article de Wikipédia en italien intitulé « Enrico Viarisio » (voir la liste des auteurs).